# Koyi K Utho
Koyi K Utho es una banda de metal industrial surgida en Bogotá en 2000, inicialmente concebida como un experimento de banda con dos bajos eléctricos, y actualmente con una mayor incorporación de máquinas a su sonido. El nombre nace como tributo al piloto de la serie animada Mazinger Z, Koyi Kabuto, y consecuentemente ha mantenido una filosofía de banda donde es el humano quien controla a las poderosas máquinas, al igual que este personaje.
En su trayectoria ha explorado los sonidos de subestilos industriales como el Neue Deutsche Härte (en español Nueva dureza alemana) y el cyber metal, combinándolos con elementos de groove metal apoyado en una pulsante base punk. Todo esto, presentado con un impactante espectáculo visual a través de maquillaje corporal, teatralidad y efectos visuales. A lo largo de su carrera, ha editado tres placas discográficas, dos de ellas con la disquera EMI Music Colombia y Capitol Records Internacional, y una de manera independiente, a la vez que ha lanzado siete sencillos.
Durante la década de 2000, la alineación a dos bajos ganó un importante estatus de culto en la escena rock colombiana, con su activa participación en festivales como Rock al Parque en Bogotá, Altavoz en Medellín, o Manizales Grita Rock; como también plasmando su debut Mechanical Human Prototype (2005), seguido del álbum Vio-Logic (2007) que contó con la producción de Keith Hillebrandt (Nine Inch Nails) y la mezcla de Germán Villacorta. Ya en los 2010, con una alineación con máquinas, Koyi K Utho logra proyectarse a nivel internacional con giras por México y Estados Unidos, y participando en el 70000 Tons of Metal, promocionando su tercer álbum, Evil-Lution (2015), en el cual a pesar de los cambios mantiene su sonido impactante, su particular puesta en escena, y la estética cyberpunk que le caracteriza. Para los 2020, Koyi K Utho nuevamente se renueva para adaptarse a estos tiempos distópicos.

## Historia
El estilo de Koyi K Utho se puede enmarcar dentro del metal industrial, respaldado por un soporte visual en cada una de sus presentaciones a través del maquillaje corporal, la teatralidad y los efectos visuales, con un fuerte énfasis en el llamado cyber gore.
Han publicado tres discos de estudio hasta la fecha: Mechanical Human Prototype (2004), Vio-logic (2007) y Evilution (2016). También han publicado los sencillos E.V.A. (2001), Koyi K Utho (2002), Mechanical Animal, Fire on Fire (2011) y Decode (2012) y ocho vídeos musicales: "Personal Jesus" (2004), "Demential State" (2005), "Freakman" (2005), "Experimental Ape" (2007), "Mechanical Animal", "Fire on Fire" (2011), "Decode" (2012) y "Artificial Illness" (2015).
Durante su carrera han participado en nueve ediciones del festival Rock al Parque en Bogotá, tres en el Festival Altavoz en Medellín, dos en el Manizales Grita Rock, una en Convivencia Rock en Pereira, dos en Cali Underground y Corto Circuito en la capital del Valle del Cauca, una presentación en el Rockarnaval en la ciudad de Pasto y varios circuitos internos en Colombia.
También han realizado presentaciones en Ecuador (en dos ediciones del Quitofest y una presentación en el Infusión Fest en la ciudad de Cuenca), además del Festival Nuevas Bandas de Caracas, Venezuela y una gira en febrero de 2016 por el estado de la Florida en los Estados Unidos, haciendo parte del evento 70000 Tons of Metal, un crucero compuesto por sesenta bandas de metal de todo el mundo.
La banda culminó el año 2016 con una presentación en el festival mexicano Hell and Heaven Fest y una gira por ese país junto a la agrupación Supremacy. Dos años después realizó una gira por Estados Unidos en más de diez ciudades en 20 días junto a bandas como Headcrusher, Exegesis, Ikarus Falling y Mala Entraña.
En el 2019 iniciaron la producción de su cuarto álbum en la ciudad de Chicago.
Durante su carrera han compartido escenario con bandas de reconocimiento internacional como Slipknot (2005 y 2016), Fear Factory (2006), Marilyn Manson (2007) y Sepultura (2007), además de Cradle of Filth, Monstruosity, Darkest Hour, At the Gates, Café Tacuba, Samael, A.N.I.M.A.L., Molotov y Robi Draco Rosa.

## Sonido
El sonido de la banda puede ser descrito como metal industrial. Combinan la energía y agresividad del punk, el metal y la música electrónica. Las principales influencias en el sonido de la banda son Prong, Cubanate, Fear Factory, Front Line Assembly, Pantera, Sex Pistols, D.R.I., Static-X, entre otros.

## Alineación
- Zetha (Batería)
- Guik (Guitarra)
- Jhiro(Voz)
- Lex (Bajo)
- Mr Fuckars (máquinas y percusión)
- Klauun (teclados)

## Discografía

### Estudio
- Mechanical Human Prototype (2004)
- Vio-Logic (2007)
- Evilution (2016)

### Vídeos
- "Freakman"
- "Demential State"
- "Personal Jesus"
- "Experimental Ape"
- "Mechanical Animal"
- "Artificial Illness"
- "Cruel Device"
- "Evilution"
- "Black clones"